# تسیکلووو
تسیکلووو (به بلغاری: Tsiklovo) یک منطقهٔ مسکونی در بلغارستان است که در شهرستان بوبوشفو واقع شده‌است.
 تسیکلووو ۴٫۳۱۹ کیلومتر مربع مساحت و ۲ نفر جمعیت دارد و ۷۱۵ متر بالاتر از سطح دریا واقع شده‌است.